# エルヴィン・クラウゼン
エルヴィン・クラウゼン（Erwin Clausen、1911年8月5日 - 1943年10月4日）はドイツ空軍の軍人。第二次世界大戦時、561回の出撃で132機を撃墜したエース・パイロットであり、その戦功から柏葉付騎士鉄十字章を授与された。

## 経歴
1911年8月5日、ベルリンシュテーグリッツ＝ツェーレンドルフ区シュテーグリッツで生まれた。父親は指物師であり、軍に入る前は父親の会社で働いていた。
1931年、ヴァイマル共和国軍海軍に入隊。海軍時代にヘッセンと航海練習船ゴルヒ・フォックに乗り巡洋航海に出ている。1935年、飛行訓練を受けるために伍長としてドイツ空軍に転属した。

### 第二次世界大戦
第二次世界大戦が開戦する前に軍曹に昇進し、第2教導航空団第Ⅰ(戦闘)飛行隊（I.(Jagd)/LG 2）第3中隊に配属された。1939年9月9日、I.(Jagd)/LG 2はブィドゴシュチュ西のラウエンブルクへの移動を命じられた。同日の午後（16時06分～17時10分）、I.(Jagd)/LG 2は前線の戦闘空中哨戒任務に出撃し、初めて敵機に遭遇した。クラウゼンはPWS-26を撃墜し、初戦果を記録した。9月17日、二級鉄十字章を受章。ブズラの戦いの後、9月20日にI.(Jagd)/LG 2はグラーツへの移動を命じられた。
9月30日、I.(Jagd)/LG 2はユーテルゼンの飛行場に移り、ドイツ湾上空の防衛任務に出撃した。その後I.(Jagd)/LG 2は移動を繰り返し、5月10日にエスビャウから本土防衛に出撃した。5月14日、I.(Jagd)/LG 2はフランスに対する作戦のためにエッセンに移動し、5月23日に再びカンブレーから南に約15kmの飛行場に移動した。5月25日、カンブレー周辺の第4軍に補給するドイツ軍輸送機の護衛任務に出撃した。この任務で、クラウゼンはフランス空軍のポテ 630を撃墜したが、搭乗するメッサーシュミット Bf109 Eに被弾しカンブレー周辺に不時着した。6月15日、I.(J)/LG 2はサントメールに移動、6月22日に独仏休戦協定が締結され、フランスの戦いは終結した。部隊は3日間の休暇が与えられ、実家に帰るパイロットもいた。6月30日、サントメール南西でイギリス空軍のブリストル ブレニムを迎撃するために、I.(J)/LG 2は緊急発進した。この戦いで、クラウゼンはブリストル ブレニム1機を撃墜（未公認）したが、自身が搭乗するBf 109 Eが撃墜された。7月4日、一級鉄十字章を受章。1941年2月1日に中尉に昇進し、バルカン戦線 (第二次世界大戦)の支援するためにI.(Jagd)/LG 2の第1中隊の中隊長に任命された。
クラウゼンは部隊を率いてバルカン戦線 (第二次世界大戦)に参加した。4月6日、ユーゴスラビア侵攻中、クマノヴォ周辺でユーゴスラビア王国空軍第36戦闘航空団のホーカー フューリー3機を撃墜。この戦功により、6月20日に空軍名誉杯を授与された。
6月18日、I.(Jagd)/LG 2は第77戦闘航空団（JG 77）に従属してブカレストに移動し、6月22日のバルバロッサ作戦に参加した。クラウゼンはロシアで抜きんでた活躍を見せる。7月2日、東部戦線での初撃墜となる2機のI-153をヤシで撃墜すると、年末までに撃墜数を18機に伸ばした。1942年1月6日、I.(J)/LG 2はJG 77の第1中隊に改編された。
2月3日と4日にクラウゼンとフリードリヒ・ガイスハルト中尉は3機のポリカルポフ R-5またはR-Zを撃墜した。3月9日、5機のR-5を撃墜し、「ace in a day」となり、40機撃墜を達成。ケルチ半島の戦いの後、4月6日に52機撃墜を記録。この戦功により5月18日にヘルマン・ゲーリング国家元帥から直々にドイツ十字章金章を受章した。5月22日、騎士鉄十字章を受章した。
6月27日、JG 77第II飛行隊第6中隊の中隊長に任命された。7月12日、5機撃墜を記録し、翌日の7月13日にも5機撃墜を記録した。7月22日、Il-2を含む戦闘機6機を撃墜し、ドイツ空軍で12人目となる100機撃墜を達成。この戦功により、7月23日にドイツ全軍で106人目となる柏葉付騎士鉄十字章を受章した。クラウゼンはヴィクトール・バウアー中尉と共にラステンブルクの総統大本営「ヴォルフスシャンツェ（狼の砦）」でアドルフ・ヒトラーから柏葉章を贈られた。最終的にクラウゼンは7月中に45機を撃墜した。
1943年2月1日、その顔つきからカエサルとあだ名されたクラウゼンは南部予備戦闘飛行隊（EJGr Süd）に転属後、大尉に昇進した。6月20日、ヴァルター・シュピース少佐の後任として第11戦闘航空団第I飛行隊（I/JG 11）の飛行隊長となった。I/JG 11はフーズムに基地を置き、本土防衛戦でアメリカ陸軍航空軍第8空軍に対する任務に出撃した。10月4日、クラウゼンはB-24を撃墜したが、ボルクム島から北西約115kmの北海上空で、搭乗するFw 190 A-5を撃墜され戦死した。その死の正確な状況は不明であり、10時28分に最後の無線通信を行い、帰投命令を確認している。当時、彼の妻と3人の子供たちはフーズム基地に住んでいた。クラウゼンは死後、特進により少佐に昇進した。
生涯戦績は出撃回数561回、総撃墜数132機だった。その内訳は、ポーランドで1機、ユーゴズラビアで3機、西部戦線で14機、東部戦線で114機である。また、彼の3人の兄弟も第二次世界大戦後中に戦死した。

## 叙勲
- 鉄十字勲章1939年章
  - 2級（1939年9月17日）[21]
  - 1級（1940年7月4日）[21]
- 空軍名誉杯（1941年6月20日）[12]
- ドイツ十字章金章（1942年5月18日）：第77戦闘航空団第I飛行隊の中尉として[22]
- 柏葉付騎士鉄十字章
  - 騎士鉄十字章（1942年5月22日）：中尉、第77戦闘航空団第6飛行中隊の中隊長として[23][注釈 3]
  - 柏葉章 第106号（1942年7月23日）：中尉、第77戦闘航空団第1飛行中隊のパイロットとして[24][25]